# Joan Bonet
Pour les articles homonymes, voir Bonet.
Joan Bonet i Gelabert, né à Palma le 15 juillet 1917 et mort dans cette même ville le 28 mai 1991, est un journaliste et écrivain espagnol. 

## Famille
Auteur d'une œuvre en catalan et en espagnol, il est le père de deux artistes importants de l'histoire du catalanisme : Joan Ramon Bonet (1944-), photographe, et Maria del Mar Binet (1947-), musicienne.
Ses deux enfants sont connus pour leurs positions républicaines, membres du groupe Els Setze Jutges et personnalités du mouvement de la Nova Cançó.
Joan Bonet décède à Palma en 1991.